# Georges Island (Massachusetts)
Georges Island ist eine der Inseln im Boston Harbor. Sie liegt 7,3 mi (11,7 km) vom Bostoner Stadtzentrum entfernt auf dem Gebiet des Bundesstaats Massachusetts der Vereinigten Staaten. Georges Island verfügt über eine dauerhafte Fläche von ca. 39 Acres (0,16 km²), die durch ein Watt je nach Tidenhub temporär um bis zu 14 Acres (0,06 km²) vergrößert wird. Die höchste Erhebung ragt 50 ft (15,2 m) über die Wasserlinie auf. Auf der Insel befindet sich das historische Fort Warren.
Die Insel ist über Fähren an das Festland angebunden und als eine der unproblematisch und schnell zu erreichenden Inseln der Boston Harbor Islands National Recreation Area eine beliebte Touristenattraktion.

## Geographie

### Flora und Fauna
Die Tierwelt der Insel ist noch Gegenstand wissenschaftlicher Untersuchungen. Die Insel besteht zu großen Teilen aus Rasenfläche und wird regelmäßig gemäht. In steilen Bereichen, die nicht gemäht werden, siedeln sich hohe Gräser, Wildblumen und Rhus an. Die Kastanien, Ulmen und Ahorne im Inneren des Forts sind etwa 100 Jahre alt. Weitere Kastanien wurden in jüngerer Vergangenheit vom DCR angepflanzt. Weiterhin gibt es auf der Insel viele Apfelbäume, die zum Teil gepflanzt wurden und sich zum Teil selbst angesiedelt haben. Pinien und Ahornbäume in den Picknick-Zonen bieten Schutz vor Wind und Sonne.

## Geschichte

### Kolonialzeit
Zur Zeit der Kolonisierung des nordamerikanischen Kontinents durch die Europäer bestand Georges Island aus nicht mehr als zwei 48 ft (14,6 m) bzw. 64 ft (19,5 m) hohen Drumlins, die ähnlich wie die benachbarten Inseln aus dem Wasser herausragten. Über 200 Jahre lang wurde die Insel für die Landwirtschaft genutzt, bis sie 1825 durch die Bundesregierung der Vereinigten Staaten käuflich erworben wurde, um dort einen Stützpunkt zur Küstenverteidigung zu etablieren. In diesem Zuge wurden die Form und das Aussehen der Insel in extremer Weise verändert, so dass genügend Platz zur Verfügung stand, um das Fort Warren zu errichten. Dieses diente in mehr als 100 Jahre lang als militärische Einrichtung und während des Sezessionskriegs auch als Gefängnis für Angehörige der Konföderierten Staaten von Amerika. 1947 wurde es außer Dienst gestellt und 1958 vom Massachusetts Department of Conservation and Recreation (DCR) erworben.
Bis heute hält sich die Legende der “Lady in Black”, der „Frau in Schwarz“, die auf der Insel umherwandern soll. Der Mythos geht zurück auf Mrs. Andrew Lanier, die Ehefrau eines 1861 in Fort Warren inhaftierten Soldaten der Konföderierten Staaten, die wegen Beihilfe zur Flucht zum Tode verurteilt und in einer schwarzen Robe gehängt worden war.

### Situation heute
Die Insel dient heute ausschließlich als Naherholungsgebiet für den Großraum um Boston. Im Sommer sowie im Frühherbst verbinden Fähren die Insel mit Boston und Quincy, an Wochenenden bzw. während des Sommers auch an Wochentagen fährt zusätzlich ein Shuttleboot zu den benachbarten Inseln.
Das DCR besitzt und verwaltet die Insel, die von Mai bis Oktober für Besucher geöffnet ist.

## Sehenswürdigkeiten

### Gebäude
- Fort Warren
- Pulvermagazin aus Granit
- Ravelin
- Suchscheinwerfer-Station
- Generatorenhaus
- Kommunikationsgebäude
- Lagerhaus für Seeminen (heute Bürogebäude der Parkverwaltung)
- Werkstatt für Ankertaue (neben dem Lagerhaus)
- Treibstofflager am Pier

### Befestigungen
- Fort Warren: Seitenmauern I bis V, Bastei A bis E
- Geschützbatterie Jack Adams (eine 10-in-(254-mm)-Kanone)
- Geschützbatterie Barlett (vier 10-in-(254-mm)-Kanonen)
- Geschützbatterie Stevenson (zwei 12-in-(304,8-mm)-Kanonen)
- Zwei Türme an der Seitenmauer II
- Ravelin und Suchscheinwerfer-Station
- Demilune
- Wachhaus

### Weitere Bauwerke
- Zisterne
- Tunnel nach Sallyport
- Gehwege und Stufen zum ehemaligen Krankenhaus
- Pier
- Ufermauer